# Lafosse (Manhay)
Pour les articles homonymes, voir Lafosse (homonymie).
Lafosse orthographié aussi La Fosse est un hameau belge de la commune de Manhay située dans le nord de la province de Luxembourg.
Avant la fusion des communes de 1977, ce hameau faisait partie de la commune de Grandmenil.

## Situation
Ce hameau ardennais se trouve sur le versant ouest du ruisseau de la Bofa et sur le versant nord de la vallée de l'Aisne. Il se situe à proximité et à l'est d'une colline culminant à une altitude de 520 m qui protège la localité des vents dominants. Il avoisine le hameau d'Oster situé sur le versant opposé du ruisseau de la Bofa.

## Description
Les habitations les plus anciennes ont été bâties en pierre du pays et sont recouvertes de toits en ardoises et à faible pente. Des constructions plus récentes de type pavillonnaire ont complété l'habitat du hameau. L'église construite en 1866 est dédiée à l’Immaculée Conception.
Au sud du hameau, au confluent du ruisseau de la Bofa et de l'Aisne, se trouve l'ancien moulin à eau de Lafosse qui est en cours de réhabilitation

## Sources et liens externes
- Site de la commune de Manhay